# Hyalesthes duffelsi
Hyalesthes duffelsi är en insektsart som beskrevs av Dlabola 1974. Hyalesthes duffelsi ingår i släktet Hyalesthes och familjen kilstritar.
Artens utbredningsområde är Spanien. Inga underarter finns listade i Catalogue of Life.